# Intersport
Intersport é uma rede de lojas de artigos esportivos da França, foi fundada em 1968.

Mapa da atuação da Intersport em Maio de 2007, em vermelho são os países em que a empresa atua desde a sua fundação em 1968.

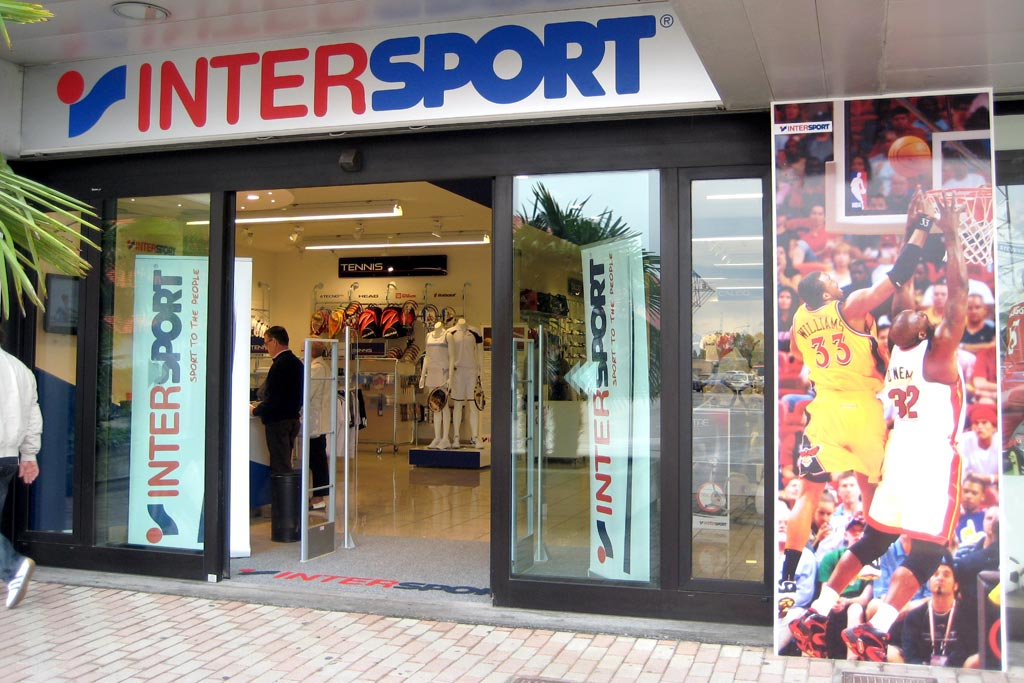
Loja da Intersport em Marghera na Itália.

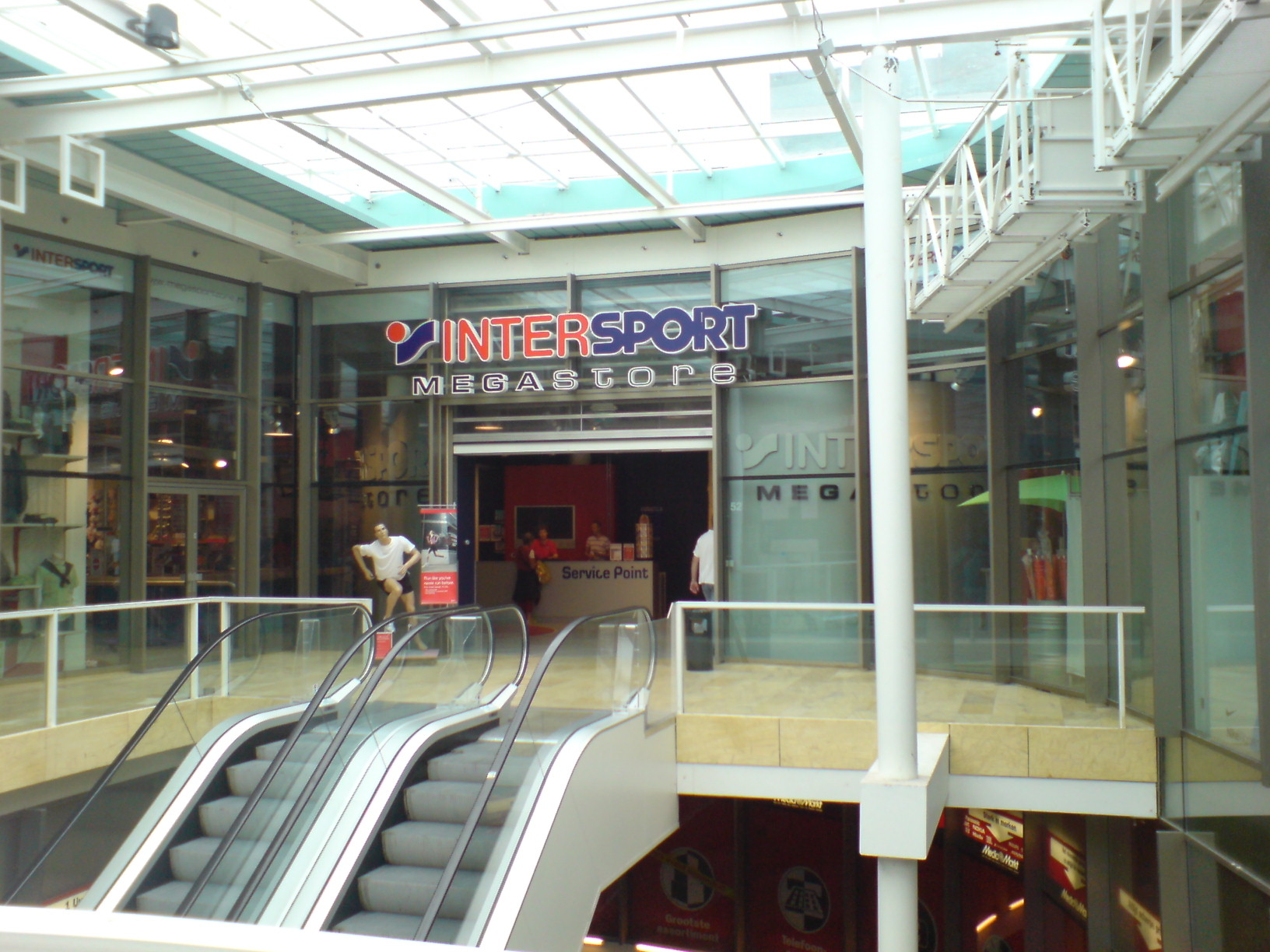
Megastore da Intersport em Groninga nos Países Baixos.

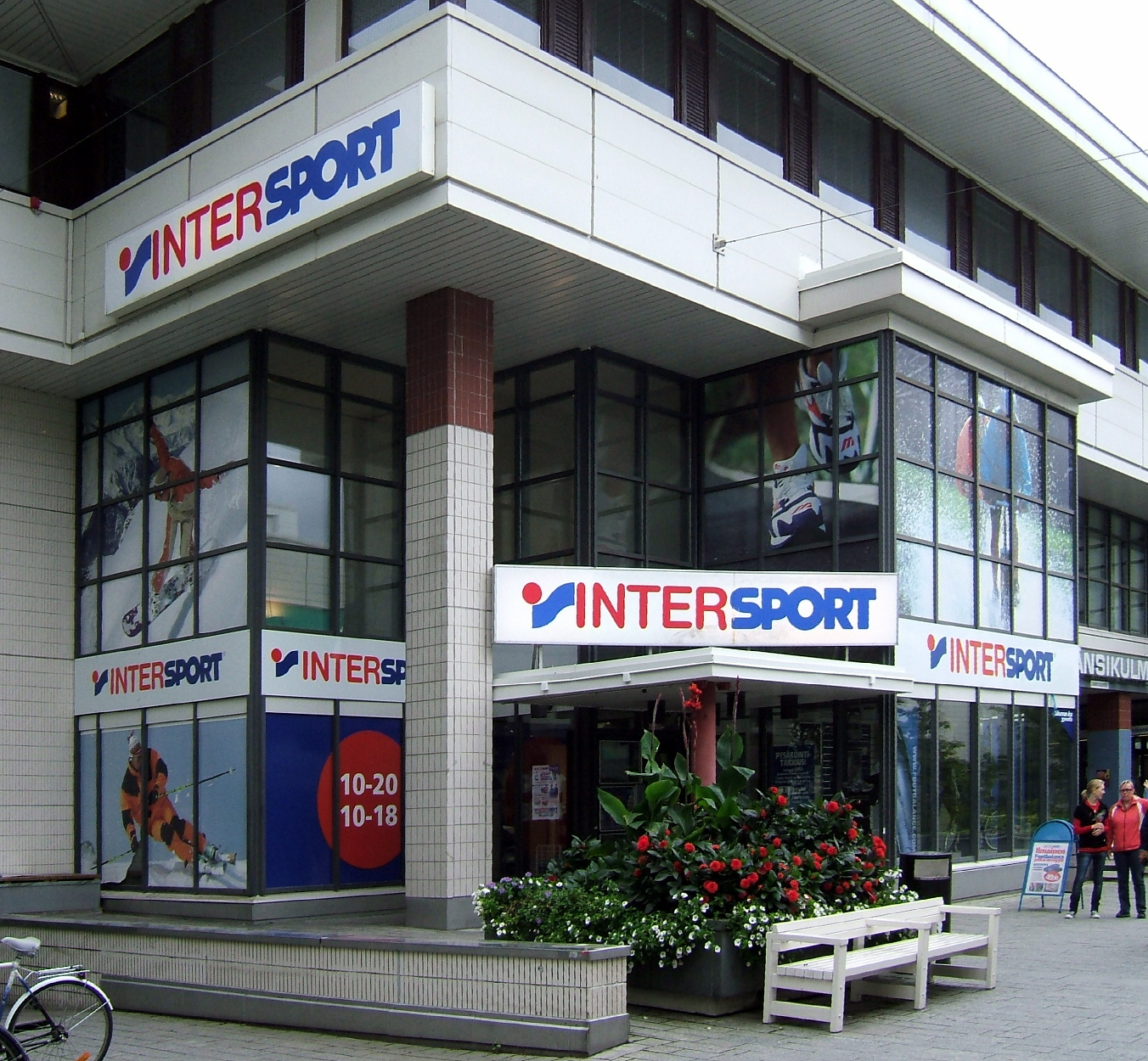
Filial da Intersport em Espoo na Finlândia.

É a maior companhia no ramo de de venda de artigos esportivos do mundo,em 2014 teve um faturamento total de 10,5 bilhões de euros.
A empresa atua na venda de vestuário desportivo, calçados, bicicletas, equipamentos para esportes como tênis, esqui, snowboard, desporto aquáticos, artigos para o mundo fitness entre outros. A  Intersport fornece seus produtos para várias atividades desportivas, como futebol, corrida, competições fitness e de bem-estar, esportes de inverno, esqui, tênis, natação, esporte de equipe, e multi-desportivo.
Ela também tem presença na internet, onde vende seus produtos e oferece serviços de esqui e aluguel de produtos para a pratica do snowboard.
A empresa possui mais de 5000 lojas em 46 paísese sua sede mundial fica na cidade de Paris na França.

## Lojas da Empresa
Em novembro de 2016 a Intersport tinha 5601 lojas em 45 países na Europa, América do Norte, África e Leste da Ásia.
| Pays                   | Année d’implantation | Número de Lojas |
| Albânia                | 2014                 | 2               |
| Alemanha               | 1968                 | 1492            |
| Andorra                | 1974                 | 1               |
| Argélia                | 2016                 | 3               |
| Austrália              | 2014                 | 43              |
| Áustria                | 1968                 | 268             |
| Bélgica                | 1968                 | 7               |
| Bielorrússia           | 2014                 | 2               |
| Bósnia e Herzegovina   | 2000                 | 9               |
| Bulgária               | 2001                 | 4               |
| Canadá                 | 1973                 | 439             |
| China                  | 2012                 | 10              |
| Chipre                 | 2007                 | 3               |
| Croácia                | 2000                 | 35              |
| Dinamarca              | 1968                 | 85              |
| Egito                  | 2011                 | 9               |
| Emirados Árabes Unidos | 2007                 | 1               |
| Eslováquia             | 2002                 | 30              |
| Eslovênia              | 1999                 | 36              |
| Espanha                | 1974                 | 274             |
| Finlândia              | 1970                 | 139             |
| França                 | 1968                 | 638             |
| Grécia                 | 1999                 | 42              |
| Hungria                | 2006                 | 14              |
| Irlanda                | 1974                 | 59              |
| Islândia               | 1969                 | 4               |
| Itália                 | 1968                 | 418             |
| Liechtenstein          | 1969                 | 1               |
| Luxemburgo             | 1968                 | 2               |
| Kosovo                 | 1999                 | 1               |
| Kuwait                 | 2016                 | 1               |
| Macedônia do Norte     | 2014                 | 4               |
| Montenegro             | 2007                 | 2               |
| Noruega                | 1968                 | 257             |
| Países Baixos          | 1968                 | 317             |
| Polónia                | 2005                 | 33              |
| Reino Unido            | 1974                 | 275             |
| Roménia                | 2001                 | 25              |
| Rússia                 | 2003                 | 36              |
| San Marino             | 2014                 | 1               |
| Sérvia                 | 2002                 | 12              |
| Suécia                 | 1968                 | 151             |
| Suíça                  | 1968                 | 355             |
| Chéquia                | 2001                 | 41              |
| Turquia                | 2005                 | 20              |
| Ucrânia                | 2016                 | 0               |